# Lac de la Cassière
 (avril 2016).
Si vous disposez d'ouvrages ou d'articles de référence ou si vous connaissez des sites web de qualité traitant du thème abordé ici, merci de compléter l'article en donnant les références utiles à sa vérifiabilité et en les liant à la section « Notes et références ».
Le lac de la Cassière est un lac français situé en Auvergne-Rhône-Alpes, dans le département du Puy-de-Dôme à 3 km au nord du lac d'Aydat.

## Géographie
Le lac de la Cassière se situe sur la commune d'Aydat, à côté du village de La Cassière, à environ 17 kilomètres de Clermont-Ferrand. Le lac de la Cassière est situé à 861 mètres d'altitude.

## Description
Le lac a été formé il y a 8 400 ans, lorsque les coulées de lave du puy de la Vache et du puy de Lassolas vinrent barrer un petit affluent de la rivière la Veyre (ces coulées ont également formé le lac voisin d'Aydat en barrant carrément la vallée de la Veyre). Le lac appartient à des propriétaires privés. Il fait environ 14 hectares de superficie. 
Il est connu pour les variations rares mais importantes et inexpliquées de son niveau d’eau. D’une profondeur moyenne de 1 mètre (5 mètres au plus profond), son niveau descend parfois, sur une échelle de plusieurs mois, voire années, jusqu’à un assèchement quasi total. De mémoire récente, ce fut par exemple le cas entre les deux guerres mondiales et au début des années 1990.

## Eutrophisation
Tout comme son grand frère le lac d'Aydat voisin, l'eutrophisation du lac de la Cassière le menace. Au fil du temps les plantes envahissent de plus en plus le lac et le phénomène est accentué par la pollution organique qui créé de l'azote, l'azote donnant les nitrates qui constituent le principal aliment des plantes, ici en particulier des algues et des renoncules aquatiques.

## Activités
Le lac est interdit de baignade et est réservé à la pêche. On peut y trouver brochet, gardon, perche commune, sandre, carpe, carpe de roseau, truite commune, truite arc-en-ciel, tanche, ablette, poisson-chat, silure glane, goujon, perche soleil, achigan à grande bouche et écrevisse américaine. On peut en faire le tour.